# 霍夫斯冰原
64°49′N 18°49′W / 64.817°N 18.817°W

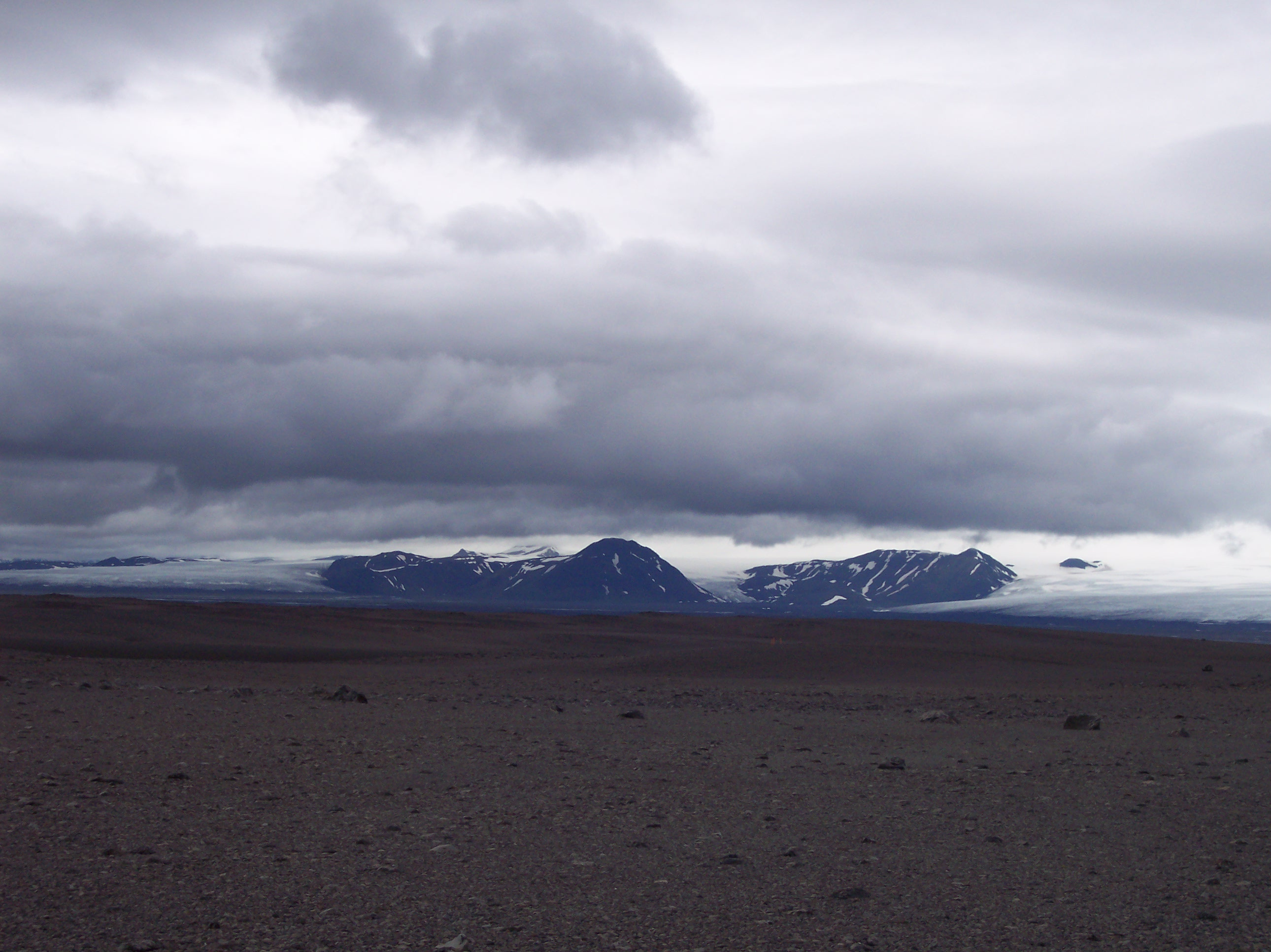

霍夫斯冰原（冰島語發音：[ˈhɔfsˌjœːkʏtl̥]）位于冰岛中部，面积925 km2，为冰岛第三大冰川，最高点海拔1765米。霍夫斯冰原是冰岛众多河流的发源地，包括冰岛最长的河流肖尔索河。